# Gasetsho Wom
Gasetsho Wom (dzong. དགའ་སེང་ཆོ་འོགམ་་) – gewog w dystrykcie Wangdü Pʽodrang w Królestwie Bhutanu. Według spisu powszechnego z 2005 roku, gewog ten zamieszkiwały 722 osoby.
Gewog Gasetsho Wom podzielony jest na 5 mniejszych jednostek zwanych chiwogami. Noszą one następujące nazwy: Haetshokha, Shingkhey Khatoed, Shingkhey Khamaed, Medpaisa Tabcheykha i Haebisa.

## Demografia
Według Bhutańskiego Urzędu Statystycznego gewog ten zamieszkuje 367 mężczyzn i 355 kobiet (dane za rok 2005) w 148 domostwach. Stanowiło to 2,3 % ludności dystryktu.